# Noidant-Chatenoy
Noidant-Chatenoy är en kommun i departementet Haute-Marne i regionen Grand Est (tidigare regionen Champagne-Ardenne) i nordöstra Frankrike. Kommunen ligger i kantonen Longeau-Percey som tillhör arrondissementet Langres. År 2022 hade Noidant-Chatenoy 81 invånare.

## Befolkningsutveckling
Antalet invånare i kommunen Noidant-Chatenoy
| Referens: INSEE |